# Jungle Goddess
Jungle Goddess is een Amerikaanse film uit 1948. De film werd geregisseerd door Lewis D. Collins.

## Verhaal
Een vliegtuigje stort aan het begin van de Tweede Wereldoorlog neer in de Afrikaanse jungle. Enige overlevende is Greta Vanderhorn, de jonge dochter van een miljonair. Ze wordt gevonden door een inheemse stam die haar vereert als “de witte godin”.
Zes jaar later arriveren twee ex-piloten genaamd Mike Patton en Bob Simpson in de jungle op zoek naar het vliegtuigwrak. Ze zijn op zoek naar Greta, of in elk geval haar lichaam, aangezien haar vader degene die zijn dochter bij hem terugbrengt (dood of levend) een grote beloning zal geven. Ze vinden het dorp en Greta, die hier dankzij haar status als godin een luxe leventje leidt.
Even denken Mike en Bob erover na om terug te keren en Greta met rust te laten. Maar een van hen heeft duidelijk andere plannen. Hij wil niet alleen de beloning voor Greta’s terugkeer, maar ook de ertsvoorraden van de stam.

## Rolverdeling
| Acteur          | Personage                          |
| --------------- | ---------------------------------- |
| George Reeves   | Mike Patton                        |
| Wanda McKay     | Greta Vanderhorn                   |
| Ralph Byrd      | Bob Simpson                        |
| Armida          | Wanama                             |
| Smoki Whitfield | Oolonga, de medicijnman            |
| Dolores Castle  | Yvonne                             |
| Rudy Robles     | Nugara                             |
| Linda Leighton  | Helen Phillips (als Linda Johnson) |
| Helena Grant    | Mevr. Fitzhugh                     |
| Fred Coby       | Piloot                             |

## Achtergrond
De film werd bespot in de televisieserie Mystery Science Theater 3000.